# 沙地锦鸡儿
沙地锦鸡儿（学名：Caragana davazamcii）为豆科锦鸡儿属下的一个变种。

## 扩展阅读
維基物種上的相關：沙地锦鸡儿